# Synthétiseur ANS
Pour les articles homonymes, voir Synthétiseur (homonymie).

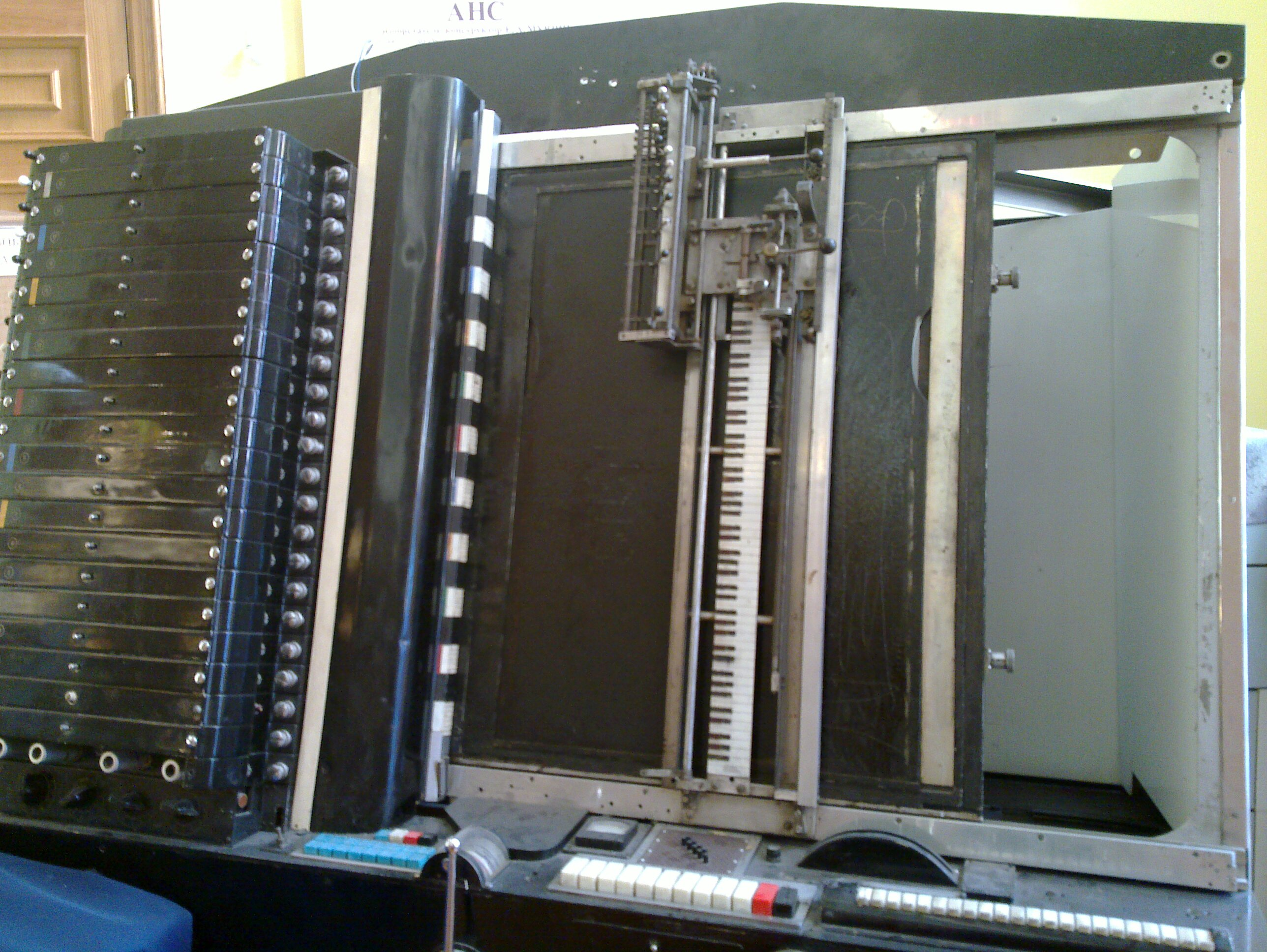
Le synthétiseur ANS au Musée Glinka de Moscou.

Le synthétiseur ANS est un synthétiseur opto-électronique créé par l'ingénieur russe Evgueni Mourzine (en) de 1937 à 1957. La synthèse optique est la base de cet instrument. Il s'agit de la même technologie permettant d'enregistrer optiquement les sons sur une pellicule photographique. Sur pellicule, le son enregistré est l'image visible d'une onde sonore, et inversement, on peut synthétiser un son en le dessinant directement sur la pellicule.

## Fonctionnement
Dans l'ANS, des ondes sinusoïdales sont imprimées sur cinq disques de verre tournants. Chaque disque dispose de 144 pistes individuelles imprimée pour un total de 720 tons distincts, couvrant 10 octaves. Cela donne une résolution de 1 / 72e d'octave (16,67 cents). La lumière modulée à partir de ces roues est alors projetée sur une plaque de verre. Les disques sont disposés dans une bande continue verticalement, avec les fréquences basses en bas et les fréquences aigües en haut.

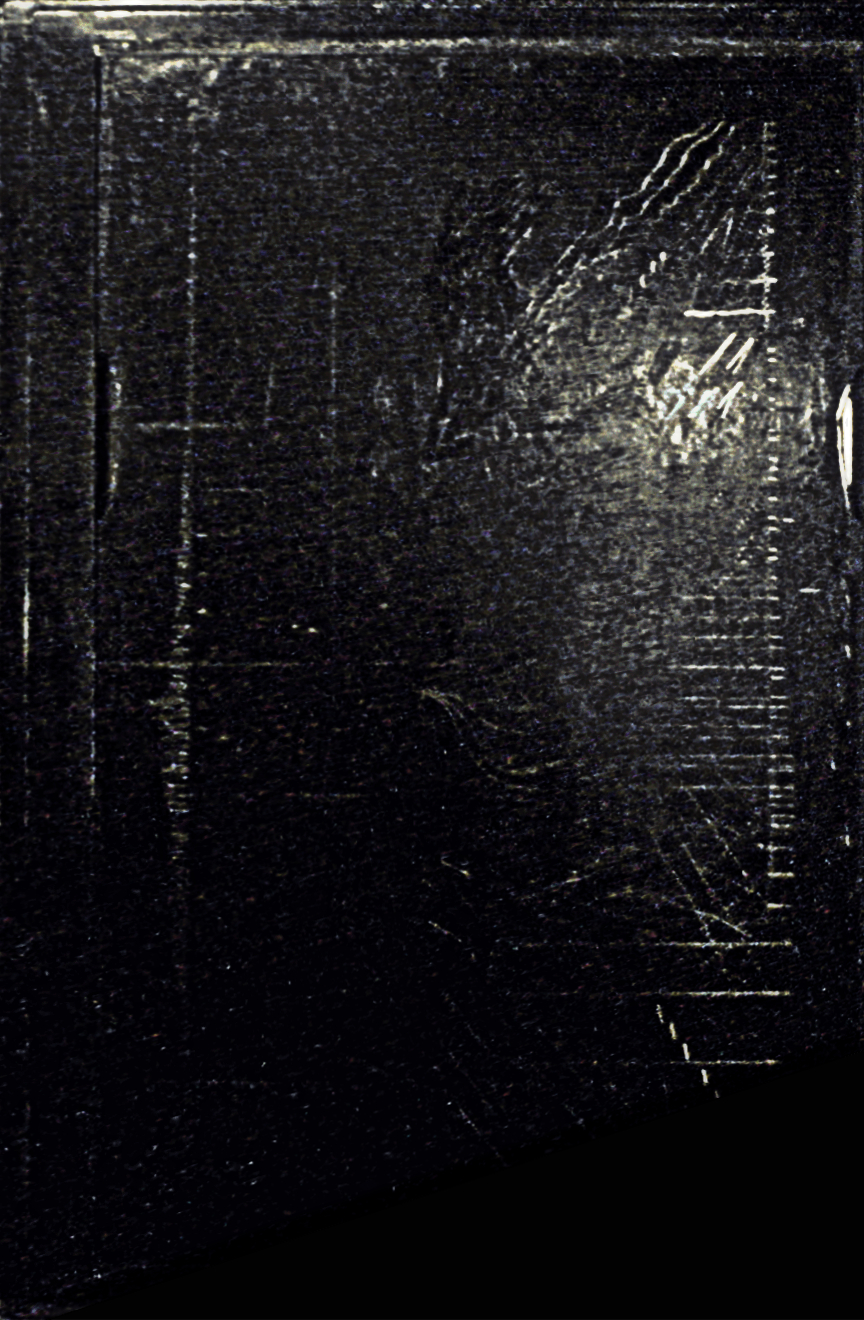
Exemple de morceau inscrit sur plaque de verre.

L'interface utilisateur se compose d'une plaque de verre recouverte d'un mastic noir opaque sur laquelle l'utilisateur dessine, ce qui permet à la lumière de passer au travers. En face de la plaque de verre se trouve une banque verticale de vingt cellules photoélectriques qui envoient des signaux à vingt amplificateurs et filtres passe-bande, chacun avec son propre réglage du gain de contrôle. L'ANS est entièrement polyphonique et peut générer 720 hauteurs de son simultanément.
La plaque de verre peut ensuite être analysée, de droite à gauche, en face des cellules photoélectriques, afin de transcrire le dessin en hauteurs sonores. En d'autres termes, l'ANS joue ce que l'on a dessiné, comme une partition graphique. Ce processus peut être facilité par un moteur, ou il peut être déplacé manuellement. La vitesse de balayage est réglable jusqu'à zéro. La vitesse à laquelle l'analyse est faite n'a aucun rapport avec la hauteur des sons, mais agit uniquement sur leur durée.
Mourzine a nommé son invention ANS en l'honneur du compositeur Alexandre Nikolaïevitch Scriabine (1872–1915). Compositeur et occultiste, il défendait l'idée d'une synesthésie entre les couleurs et les sons musicaux. L'ANS se trouve aujourd'hui dans les sous-sol de l'Université d'État de Moscou, au coin de la rue Bolchaïa Nikitskaïa. Il a été sauvé d'une mise au rebut par Stanislav Kreichi, qui a persuadé l'université de conserver ce synthétiseur unique.
L'ANS est exposé actuellement au musée Glinka de Moscou.
L'ANS a été utilisé par les compositeurs Stanislav Kreichi, Alfred Schnittke, Edison Denisov, Sofia Goubaïdoulina, le groupe Coil, Jorge campos, Edouard Artemiev.

## Enregistrements
Un album d'œuvres de compositeurs mentionnés ci-dessus, appelé L'Offrande musicale, a été publié sur Melodiya (C60 30721 000) en 1990 — bien que les enregistrements datent des années 1960 et 1970. Les enregistrements de Stanislav Kreichi (Ansiana et La Voix et le Mouvement, ainsi que les œuvres antérieures (Électrochok présente : Musique Électroacoustique) ayant utilisé le synthétiseur sont disponibles sur le label Élektrochok. Une bande-son du film Dans l'Espace (1961), en collaboration avec Edouard Artemiev, reste inédite.
L'utilisation la plus célèbre du synthétiseur ANS, est celle du compositeur Edouard Artemiev, pour les films d'Andreï Tarkovski (Le Miroir et surtout Solaris en 1972, où la presque totalité de la musique du film est composée avec l'ANS).
En 2002, la BBC Radio 4 a diffusé un programme sur l'ANS par Isobel Clouter dans le cadre de sa série Soundhunter. En 2004, le groupe expérimental britannique Coil a publié CoilANS, un coffret expérimental de drone music effectuée sur l'ANS. L'artiste norvégien Zweizz a sorti en 2007 une cassette dont la face B est entièrement faite à l'ANS. Le groupe britannique expérimental T.A.G.C. utilise des sons générés sur l'ANS pour deux compositions qui ont été publiées en 1996.